# Petr Kolář (tanečník)
Petr Kolář (* 31. května 1972, Brno) je český tanečník baletu.

## Život
Po vystudování Taneční konzervatoře Brno v roce 1989 se stal členem Pražského komorního baletu. I přes absolvování základní vojenské služby v Armádním uměleckém souboru Praha v letech 1993 až 1994, byl jeho členem do roku 1996, kdy přešel do Národního divadla Brno. Byl zde do roku 1997 a následně se na chvíli vrátil do Pražského komorního baletu, než byl od roku 1999 v Bratislavském divadle tance. V roce 2001 nastoupil do angažmá ve Státní opeře Praha, kde působil jako sólista baletu do roku 2007. Od roku 2005 spolupracoval s ProART company. Mezi 15. srpna 2011 do 30. června 2015 byl členem baletu Opery Národního divadla v Praze
Během svého působení v Pražském komorním baletu zde tančil v 36 titulech repertoáru, například Ženicha v Holoubkovi, Muže v první části Stabat Mater A. Dvořáka, hlavní postavy v Z mého života a Triu g moll nebo Milence ve Zjasněné noci. V Národním divadle Brno byl představitelem Hilariona v Giselle a titulní role ve Vodníkovi a při hostování v Liberci se představil jako Merkucio v Romeovi a Julii.
Za rok 1995 obdržel Cenu Thálie v oboru balet, pantomima a současný tanec za sólový výkon v inscenaci Soul z choreografie od Petra Zusky v Pražském komorním baletu.